# Тепенино (Смоленская область)
Тепенино — деревня в Смоленском районе Смоленской области России. Входит в состав Новосельского сельского поселения.
Расположена в западной части области в 19 км к северо-западу от Смоленска, в 11 км северо-восточнее автодороги Р133 Смоленск — Невель, на берегу реки Лущенка. В 19 км южнее деревни расположена железнодорожная станция Красный Бор на линии Москва — Минск.

## История
В годы Великой Отечественной войны деревня была оккупирована гитлеровскими войсками в июле 1941 года, освобождена в сентябре 1943 года.